# Tekstil
Tekstil je krovni izraz za različne vlaknate materiale, kot so vlakna, preja, niti, različne vrste tkanin itd. Sprva se je izraz tekstil nanašal samo na tkanino. Vendar tkanje ni edini način proizvodnje tekstila in pozneje je bilo razvitih veliko drugih načinov, glede na njegov namen uporabe, kot sta vezenje in netkano tkanje. V sodobnem svetu tekstil zadovoljuje materialne potrebe za vsestranske uporabe, od preprostih vsakodnevnih oblačil do neprebojnih jopičev, vesoljskih oblek in medicinskih zaščitnih oblek.
Tekstil delimo v dve skupini: potrošniški tekstil za domačo porabo in tehnični tekstil. Pri potrošniškem tekstilu sta najpomembnejša dejavnika estetika in udobje, medtem ko so pri tehničnem tekstilu prioriteta funkcionalne lastnosti.